# Michel Kirch
Michel Kirch  (né à Metz le 27 septembre 1959) est un photographe plasticien français. Ses œuvres sont exposées internationalement depuis 1998.

## Parcours
(octobre 2023).
Michel Kirch naît à Metz en 1959, dans une famille d’artistes.
Sa mère, Grand Prix des Maîtres du Chant français est une soprano lyrique reconnue qui a chanté, entre autres, à la Scala de Milan. Son père, Albert Kirch, professeur, poète et résistant, a obtenu le Prix de chant du conservatoire de Metz. Michel obtient à 17 ans, en même temps que son baccalauréat, le prix d’orgue au conservatoire de Metz.
Parallèlement à ses études musicales, il s’inscrit à la faculté de médecine de Strasbourg. Son cursus universitaire est ponctué par un séjour d’un an à l'École Militaire de Haute Montagne de Chamonix. Il partage alors sa vie entre carrière médicale et grands voyages initiatiques : une année au Sahara parmi les peuples nomades, quatre mois chez les Bédouins du Sinai, un été sur un chalutier de Santander, trois ans en Basse Galilée, ponctués de séjours épisodiques au kibboutz Massada (vallée du Jourdain), un an à Tel Aviv et un hiver solitaire dans le Haut Atlas.
C’est lors de ces voyages qu’il découvre la photographie. Ses premiers clichés sont pour lui le moyen de mémoriser situations et paysages dans l'esprit de l'écrivain voyageur.
Ses photographies sont exposées pour la première fois en 1998 au terme de son année saharienne à l’Espace Canon pour une exposition intitulée "Jeux de sable". Son expérience en Israël l'amène à deux sujets où l'actualité politique sera l'arrière-plan d'une expression poétique : "Old Jaffa's Dream" et "Au-delà du Mur". D'autres projets voient le jour et les œuvres de Michel Kirch sont dès lors présentées dans différentes galeries en Europe, aux États-Unis et en Asie.
En 2008, il est invité à la Biennale  d'Alessandria en Italie, représentant la France dans l'exposition "Shapes of Time".
S'ensuivent alors des acquisitions publiques et privées : la fondation Guerlain, la collection Beaudoin Lebon, le palais de la Mamounia où le décorateur Jacques Garcia choisit seize œuvres, ou encore le Mandarin Oriental à Paris. Entre 2009 et 2011, Michel Kirch est sélectionné trois fois à Mac Paris (Manifestation d'art contemporain de Paris).
En 2009, il est choisi pour participer à la conférence du sociologue et philosophe Edgar Morin au Teatro Dal Verme de Milan sur "l’Éthique et la Reliance", dans le cadre de la manifestation annuelle "Meet the Media Guru". À cette occasion Michel Kirch fait don d'une œuvre à la Fondation "l'Art pour la Conscience et le Partage des Biens Communs" et devient le premier artiste choisi par la fondation, elle-même parrainée par Edgar Morin.
En 2010, il se consacre désormais exclusivement à son œuvre.
Il expose avec la Galerie Esther Woerdehoff à Paris Photo en 2009 et 2010, au MiArt (Milan Image Art Fair) en 2010 et MIA en 2011. Fin 2010, il est invité au Cambodge par la John MacDermott Gallery au Angkor Foto Festival. En 2011, la Galerie Insula l'expose dans le cadre du festival Images et Mots à Paris dans le quartier Saint-Germain-des-Prés.
En décembre 2011, il partage l'espace Pierre Cardin Évolution à Paris avec l'artiste Dominique Paulin pour l'exposition "Spacialités" parrainée par Edgar Morin, sponsorisée par l'ESA (Agence spatiale européenne) et Astrium.
Il est nommé Ambassadeur de l'Interculturalité par le Club Unesco Sorbonne en juin 2012.
Il expose au Salon d'Automne à Tel Aviv en Israël en novembre 2012. Invité par l'Ambassade de France en Inde, il expose en février 2013 à la Visual Art Gallery de New Delhi dans le cadre du festival "Bonjour India" représentant le rayonnement culturel et artistique de la France en Inde. Ses œuvres sont présentées à l’UNESCO en juin 2013. , et présentées au Salon Miro en présence de dix chefs d’état. De septembre à janvier 2014, il investit différents lieux emblématiques de la ville de Metz dont le Musée de la Cour d’Or pour une exposition parcours. Fin 2013, il expose également à Chartres puis à Troyes et enfin à la Manifestation d’Art Contemporain à Paris.
Lauréat du Grand Prix Eurazéo pour la photographie, il expose à cette occasion en 2014 à l'Espace Central Dupon à Paris.
Il remporte également le grand Prix du prestigieux Black and White Magazine. Sa première monographie paraît en novembre 2014 consacrée à son travail "les éveillés". L'ouvrage, aux éditions "la Manufacture de l'Image ", est accompagné de textes du critique d'art Christian Noorbergen.
En septembre 2015, il est invité par la Mairie de Paris et les Journées Européennes de la Culture Juive dans la thématique “Ponts et Cultures” , avec exposition personnelle et conférence.
En mai 2016, Michel Kirch est lauréat du Concours International « l'Esprit de la Méditerranée »  organisé par Photomed et Lensculture.
En décembre 2016, Michel Kirch est élu " Monochrome photographer of the year 2016, (Category Professional).
En mars 2017, Michel Kirch est lauréat du “ Creative Quarterly “ 2017 (Professional Fine Art).
En mai 2017, Michel Kirch est sélectionné au Festphoto Brazil (Winner), 10ème anniversaire, Porto Alegre, Brésil.
En mars 2017, Lauréat des 32èmes Chelsea International Fine Art Competition, Chelsea (Manhattan).
En juillet 2018, l'oeuvre de Michel Kirch intitulée "Behind the Panorama" est honorée "Best Black and White Photography of the Year 2018"
ST’ART, solo show avec “le Collectionneur Moderne”, 2018.
INVITÉ D’HONNEUR AU SALON D’AUTOMNE, Champs Elysées, Paris 2019
Invité en solo show pour le 40ème Anniversaire de la “ Galerie Saphir ” , Paris 2019
En juin 2021, lauréat Single Image du Black&White Magazine
En mars 2022, lauréat Portfolio du Black&White Magazine
Sortie de l'oeuvre/livre "ENTRE-SOLEILS", texte de Shmuel T. Meyer, Prix Goncourt de la Nouvelle 2021, aux éditions le Renard Pâle, mars 2022.
BIENNALE DE VENISE 2022, Invitation par le Centre Culturel Européen, Palazzo MORA, Avril / Novembre 2022, Venise.

## Œuvre
Les premiers travaux de Michel Kirch sont des instantanés, des captures du réel qui pourtant s’adressent à l’imaginaire, dans une vision onirique. L'objectif est d'emblée lié au subjectif. Aussi bien les dunes de "Jeux de Sable" que les maisons délabrées de Jaffa parlent d'une sorte de théâtre dont tous les éléments constitutifs serviraient une mise en scène conduisant à un réel subjectif. La géométrie sert le sens, et les couleurs sont elles-mêmes le pivot de cette géométrie.
Après ces 2 premiers thèmes, Michel Kirch abandonne la couleur au profit du noir et blanc. C'est l'ossature qui compte avant tout, afin de servir un sens lisible dès le premier regard, en dépit des différentes strates d'interprétation. La profondeur des noirs et la luminosité des blancs sont alors la seule concession à une esthétique intrinsèque.
Alors que ses premières œuvres sont dénuées de présence humaine, il ne tarde pas à insérer l’humain dans ses compositions. La série "Au-delà du Mur", réalisée du 15e étage d'un hôtel du front de mer à Tel Aviv, donne à voir des hommes et des femmes en prise avec leur contexte géographique et politique. Dans le seul endroit où aucun mur n'arrête le regard, en pleine Intifada, les sujets, au-delà d'une grâce aérienne, émettent pourtant une résonance grave et solitaire. La tension est à son comble dans des poses en apparence ludiques et détachées. Du réel, surgit alors un vécu poétique incontournable.
Après avoir évacué le réel objectif par un regard au parti pris onirique, puis par l'abandon de la couleur, c'est enfin l'outil informatique qui libère définitivement Michel Kirch des contraintes du hasard et précise l'intention d'un nouveau réel, intérieur et subjectif. Après une période réticente, où la technologie est suspecte à ses yeux d'entraver la dynamique poétique, il réalise qu'il tient là un moyen d'affirmer au contraire son souci de liberté et l'optimisation de son intention. Il crée alors de véritables "poèmes visuels", expressions de ses propres "paysages intérieurs".
Les prises de vue initialement en argentique sont scannées et retravaillées de façon picturale. Deux processus désormais sont nécessaires à ses compositions : la prise de vue où l'instinct (l'inconscient) s’exprime dans l'instant, puis le travail sur ordinateur où le conscient prend le relais à la façon d'un peintre. Certains qualifient son art de réalisme magique, d’autres de trans réalité.
Pour Edgar Morin, qui qualifie Michel Kirch "d'éveilleur", il s'agirait de « méta réalité, dans le sens hégélien, où le dépassement conserve ce qui est dépassé tout en créant une réalité nouvelle ». « Ses œuvres comportent intégralement le réel photographique comme ingrédient nécessaire et suffisant dans un art de la composition qui transfigure le réel, lui donne les qualités du rêve mais sans irréalité, avec sur-réalité ".
Son œuvre se compose aujourd'hui des séries Homo Fukushima, Climats, Les Éveillés, Essence, Eden Stories, Instants Sahéliens, Baltic Memories, Conversations, Inner Beach, Microcosmes, Exils, Au delà du Mur.

## Expositions
- BIENNALE DE VENISE 2022, Invitation par le Europeen Cultural Center, Palazzo MORA, Avril / Novembre 2022, Venise
- Galerie Saphir, "Cybernétique du Rêve", exposition personnelle, Mars/Avril 2022, Paris
- Galerie Pascal Lainé, "Cybernétique du Rêve"  exposition personnelle, Ménerbes, juin / juillet 2021
- MONDES INTÉRIEURS exposition personnelle de Michel Kirch à la Galerie Saphir, octobre/décembre 2019, Paris
- Michel Kirch invité d’honneur du Salon d’Automne 2019, Champs-Élysées, octobre 2019, PARIS
- Solo Show de Michel Kirch à ST-ART 2018 avec le "Collectionneur Moderne, novembre 2018, Strasbourg
- " Regards Croisés " France/Autriche, février 2018, Vienne
- Exposition à la "MAISON EUROPÉENNE DE LA PHOTOGRAPHIE" en tant que Lauréat 2013 du Grand Prix EURAZEO, Janvier/Février 2018.
- Musée de la Faïence et des Beaux-arts de Nevers,  “ Le Je du Jeu “, exposition personnelle. Michel Kirch est l’invité d’honneur du Mois de la Photographie en Nièvre, octobre 2017, Nevers (France)
- Galerie Garnier Delaporte, “ FRAGMENTS “ exposition personnelle, octobre 2017, Chavignol (France)

- Finaliste ( 5 finalistes ) du Prix de Photographie Marc Ladreit de Lacharrière de l’Académie des Beaux-Arts, Paris, octobre 2017
- Musée MESSMER, Galerie M, exposition personnelle "the Origin of Light" - Riegel (Allemagne). du 16 juillet au 10 septembre 2017
- Le "Collectionneur Moderne", exposition "Mémoires Visuelles" - 9 décembre 2016 - Paris, France
- Galerie Achillea et Galerie "Au Medicis", exposition " Déplacement " - 06/8 décembre 2016 - Paris, France
- Macparis - Espace Champerret - 24 -27 novembre 2016 - Paris, France
- Galerie Beaux Arts et Librairie Signatures - Exposition personnelle « L’EXODE FANTASTIQUE » - Paris, France
- AMTM Art’Expo / Cité Internationale des Arts - octobre 2016 - Paris, France
- Photomed 2016, Le festival de la photographie méditerranéenne - Michel Kirch présente “Mare Nostrum ” - Mai/Juin 2016 - Sanary-sur-Mer, France
- Mairie du 4ème Arr. de Paris - “Tu es nous” Exposition personnelle - Août / Septembre 2015 - Paris, France
- Galerie Schwab Beaubourg - "Les éveillés" de Michel Kirch - Novembre 2014 - Paris, France
- Fotofever - Galerie Sabrina Raffaghello - Novembre 2014 - Paris, France
- Espace Central Dupon - Remise du Grand Prix Eurazeo - Février 2014 - Paris, France
- Musée de la Cour d'Or - Décembre 2013/ Février 2014 - Metz, France
- MAC 2000 - Espace Champerret - Novembre 2013 - Paris, France
- Fotofever - Galerie Sabrina Raffaghello - Novembre 2013 - Paris, France
- Festival Mosaïque - Octobre 2013 - Troyes, France
- Art'o clock - Septembre 2013 - Galerie Baudouin Lebon - Novembre 2013 - Paris, France
- Chartres en lumière - Prieuré Saint Vincent - Septembre 2013 - Chartres, France
- Musée de la Cour d'Or  - Archives municipales -Bibliothèque Universitaire - Septembre Octobre 2013 - Metz, France
- UNESCO Global Conference – juin 2013 – Paris, France
- "Quintessence" - Visual Art Gallery avec l'Ambassade de France en Inde - Février 2013 - New Delhi, Inde
- "Salon d'Automne"- Port de Jaffa - octobre, novembre 2012 - Tel Aviv, Israël
- "Multimediart"- MAC 2000 - Bastille Design Center - 6/9 septembre 2012 - Paris, France
- "Spacialités"[15] - Espace Cardin Évolution - Décembre 2011 - Paris, France
- MAC 2000 - Espace Champerret - 24/27 novembre 2011 - Paris, France
- "Conversations"[16] - Galerie Insula - Novembre 2011 - Paris, France
- Balt'Art - L'Art et le Grand Paris - Octobre 2011 - Paris, France
- MIA (Milan Image Art Fair) avec la Galerie Esther Woerdehoff - Mai 2011 - Milan, Italie
- Angkor Foto Festival - John MacDermott Gallery - Novembre/décembre 2010 - Angkor, Cambodge
- Paris Photo -Carrousel du Louvre - Novembre 2010 - Paris
- MAC 2000 - Espace Champerret - Novembre 2010 - Paris, France
- Galerie Fabrik89 - Février/mai 2010 - Marseille, France
- MiArt avec la Galerie Esther Woerdehoff - Mars 2010 - Milan, Italie
- Galerie Esther Woerdehoff - Février 2010 - "Visions Urbaines" - Paris, France
- Galerie 45 - Novembre 2009 - Bruxelles, Belgique
- PARIS PHOTO - Carrousel du Louvre - 19/22 novembre 2009 - Paris, France
- MAC 2000 - Espace Champerret - 19/22 novembre 2009 - Paris, France
- Événement avec Edgar Morin - 11 novembre 2009 - Theatro Dal Verme - Milan, Italie
- Art Fair in Open City - 3/5 avril 2009 - Rome, Italie
- Galerie Vision Quest - Janvier/mars 2009 - Gênes, Italie
- Galerie Sabrina Raffaghello - Janvier/février 2009 - Alessandria, Italie
- Art en Capital - Grand Palais - Novembre 2008 - Paris, France
- Biennale d'Alessandria - Mai/août 2008 - Alessandria, Italie
- Galerie d'Art Contemporain "Samedi" - Montfort-l'Amaury, France
- Art Fair Santa Fe (Basse Californie) - Juin 2007 -  Santa Fé, États-Unis
- INART - 2006 - Gérone, Espagne
- Galerie Clairefontaine 2004 - Luxembourg
- Aula Des Cedres - 2003 - Lausanne, Suisse
- The Modern Collectibles Fair - 2003 - Londres, Royaume-Uni
- Art Miami 2002 - Miami, États-Unis
- Galerie d'Art Contemporain " Samedi " - 2001 - Montfort-l'Amaury, France
- Art Miami - 2001 - Miami, États-Unis
- Art Fair Palm Springs - 2000 -  Palm Springs, États-Unis
- Espace Canon - 1998 - Paris, France